# Kampylaster incurvatus
Kampylaster incurvatus är en sjöstjärneart som beskrevs av Jean Baptiste François René Koehler 1920. Kampylaster incurvatus ingår i släktet Kampylaster och familjen Asterinidae.
Artens utbredningsområde är Södra Ishavet. Inga underarter finns listade i Catalogue of Life.